# Barco almacén del delta del Paraná

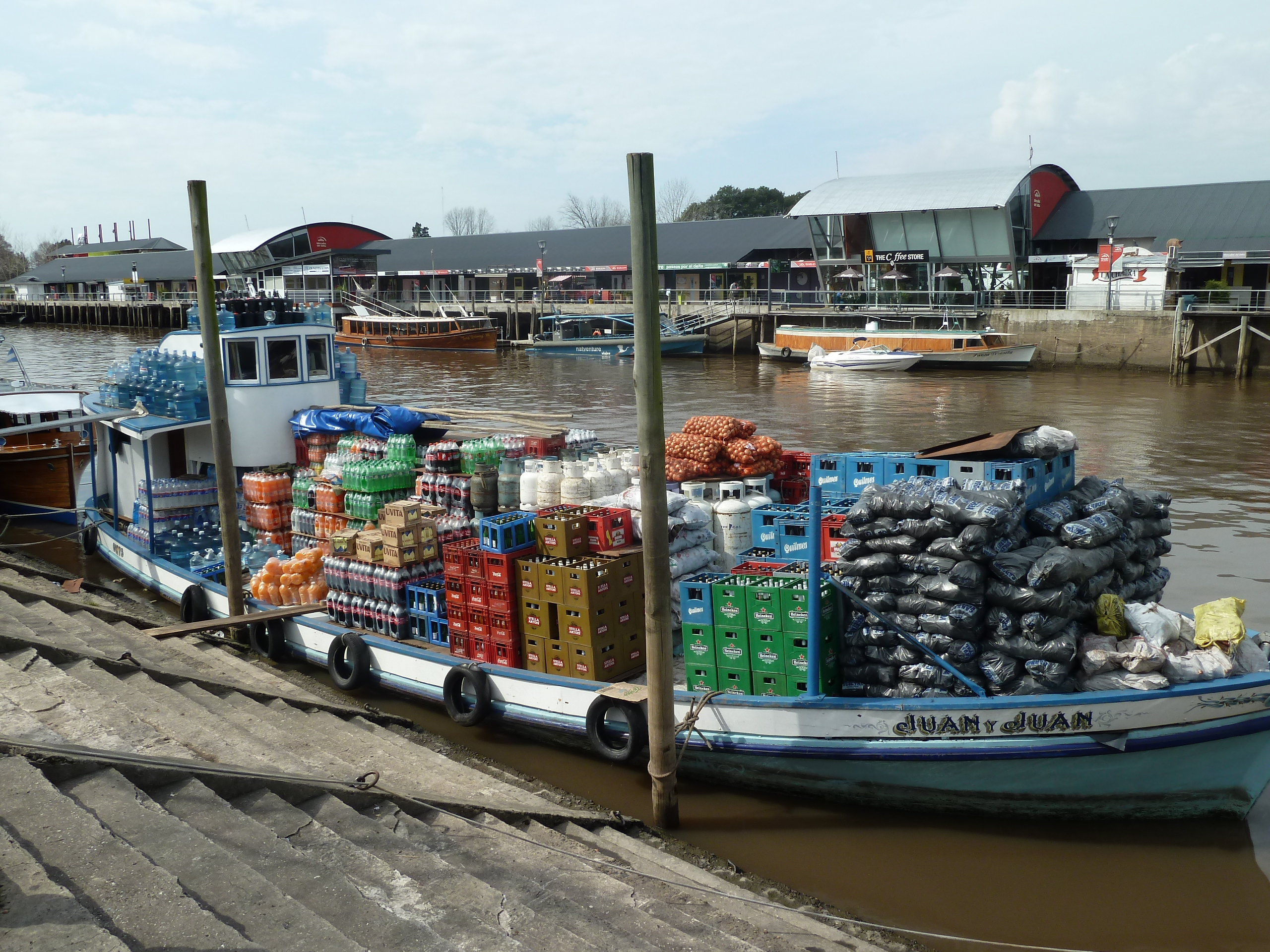
Lancha Almacén en la localidad de Tigre, Buenos Aires, Argentina.

El barco almacén del delta del Paraná, conocido como "barco almacén", "lancha almacén" , "lancha almacenera" o "lancha carnicera" es un tipo de embarcación utilizada para suministrar artículos de primera necesidad en el ámbito del Delta del Paraná y la ciudad de Tigre, provincia de Buenos Aires, Argentina. Se trata por lo general de pequeñas embarcaciones que transportan productos a zonas de difícil o imposible acceso por tierra.
Existe un grupo de embarcaciones que realizan un importante servicio de abastecimiento a las islas del Delta del Paraná. Estas embarcaciones utilizan el Puerto y mercado de frutos de Tigre como base de maniobras y abastecimiento, recibiendo allí muchos productos provenientes de Buenos Aires (a 30 km del puerto) y otras ciudades cercanas. Al mismo tiempo estos barcos llevan al puerto muchos artículos autóctonos producidos en las islas del Delta del Paraná como son la madera, miel, nueces de pecán, naranjas, limones y otros cítricos, etc.
Debido a la antigüedad de muchas de estas embarcaciones, los lugareños le asignan cierto valor folclórico o romántico a las mismas, como ocurre con otras embarcaciones del Delta del Paraná como son las lanchas colectivas.

## Servicio brindado por las embarcaciones
Es conocido por la población local la gran importancia del servicio que brindan las embarcaciones almacén, siendo de gran necesidad el contar con el servicio de distribución que realizan las mismas, ya que sin ellas sería imposible poder contar con población estable alejada de los centros de población de las principales islas del delta del Paraná.

## Listado de la flota de barcos almacén
Este es el listado de los nombre de barcos almaceneros del Puerto y mercado de frutos del Tigre:
- Carmencita
- Don Angel Sfeir
- Don Cova
- Don Julio Sfeir
- El Solitario 3p
- Elsa María
- Juan y Juan (en la imagen)
- La Negrita
- Ondimar
- Picaflor
- Raquel
- Real IV
- Santa Teresita
- Sudamericana
- Adriana